# 德米特里·普罗托波波夫
德米特里·扎哈罗维奇·普罗托波波夫，（俄语：Дми́трий Заха́рович Протопо́пов，1897年9月22日（格里历：10月4日）—1986年3月3日），苏联党和国家领导人。曾任塔吉克共产党（布）中央第一书记。

## 生平
- 1897年9月22日（格里历：10月4日）出生于沙俄沃罗涅日省科斯滕基村的一个农民家庭。
- 1916年-1917年，沙俄军队服役，并在巴统尉官学校学习。1917年6月加入俄国社会民主工党（布）。
- 1917年-1918年，沃罗涅日土地委员会副主席。
- 1918年5月-8月，俄共（布）沃罗涅日省科斯滕基村党支部书记。
- 1918年8月-1919年，契卡沃罗涅日省主席，参与镇压反革命运动。
- 1919年-1923年，苏俄红军服役。历任沃罗涅日省沃罗涅日地区，扎东斯克区军事委员。俄共（布）扎东斯克区委执行书记，政府主席。
- 1923年-1926年，沃罗涅日省军事委员助理，红军第19步兵师军事委员，政治部主任。
- 1926年-1929年，联共（布）沃罗涅日省控制委员会执行副书记。
- 1929年-1930年，联共（布）坦波夫州控制委员会主席。
- 1930年-1932年，沃罗涅日州立大学工人学院、联共（布）中央马列主义培训班学习。
- 1932年-1934年，联共（布）莫斯科州控制委员会党组负责人。
- 1934年-1936年6月，联共（布）莫斯科州委控制委员会负责人。
- 1936年6月-1937年7月，联共（布）莫斯科市列宁区区委第一书记。
- 1937年7月-10月，塔吉克共产党（布）中央控制委员会主席。期间参与塔吉克的大清洗工作。
- 1937年10月-1946年6月，塔共（布）中央第一书记。
- 1946年6月-1948年，联共（布）中央监察委员。
- 1948年-1953年，俄罗斯苏维埃联邦社会主义共和国肉类和奶业部副部长。
- 1953年-1954年，俄罗斯苏维埃联邦社会主义共和国轻工业与食品工业部人事部部长。
- 1954年-1957年，俄罗斯苏维埃联邦社会主义共和国肉类和乳制品工业部副部长。
- 1957年-1960年，俄罗斯苏维埃联邦社会主义共和国部长会议成员。
- 1960年起退休。
- 1986年3月3日于莫斯科逝世，享年88岁。葬于莫斯科瓦甘科沃公墓。

普罗托波波夫是联共（布）17-18大，第18次代表会议代表，第18届中央审计委员，监察委员。第1-2届苏联最高苏维埃联盟院代表。

## 荣誉
- 两次列宁勋章
- 十月革命勋章
- 红旗勋章
- 二级卫国战争勋章
- 劳动红旗勋章
- 荣誉勋章